# ديمتري ميتروبويوس
ديمتري ميتروبويوس (باليونانية: Δημήτρης Μητρόπουλος )‏ (و. 1896 – 1960 م) هو موزع (موسيقى)، وعازف بيانو، وملحن، من الولايات المتحدة، ولد في أثينا، توفي في ميلانو، عن عمر يناهز 64 عاماً، بسبب نوبة قلبية.

## التعليم
تعلم في كونسرفاتوار بروكسل الملكي.

## روابط خارجية
- ديمتري ميتروبويوس على موقع IMDb (الإنجليزية)
- ديمتري ميتروبويوس على موقع الموسوعة البريطانية (الإنجليزية)
- ديمتري ميتروبويوس على موقع مونزينجر (الألمانية)
- ديمتري ميتروبويوس على موقع ميوزك برينز (الإنجليزية)
- ديمتري ميتروبويوس على موقع قاعدة بيانات برودواي على الإنترنت (الإنجليزية)
- ديمتري ميتروبويوس على موقع إن إن دي بي (الإنجليزية)
- ديمتري ميتروبويوس على موقع أول ميوزيك (الإنجليزية)
- ديمتري ميتروبويوس على موقع ديسكوغز (الإنجليزية)